# جون إيكن
جون إيكن (بالإنجليزية: John Aiken)‏ هو لاعب هوكي الجليد أمريكي، ولد في 1932 في أرلينغتون ‏ في الولايات المتحدة.

## وصلات خارجية
- جون إيكن على موقع EliteProspects.com (الإنجليزية)
- جون إيكن على موقع HockeyDB.com (الإنجليزية)
- جون إيكن على موقع Hockey-Reference.com (الإنجليزية)